# Chaperon (sport)
Pour les articles homonymes, voir Chaperon.

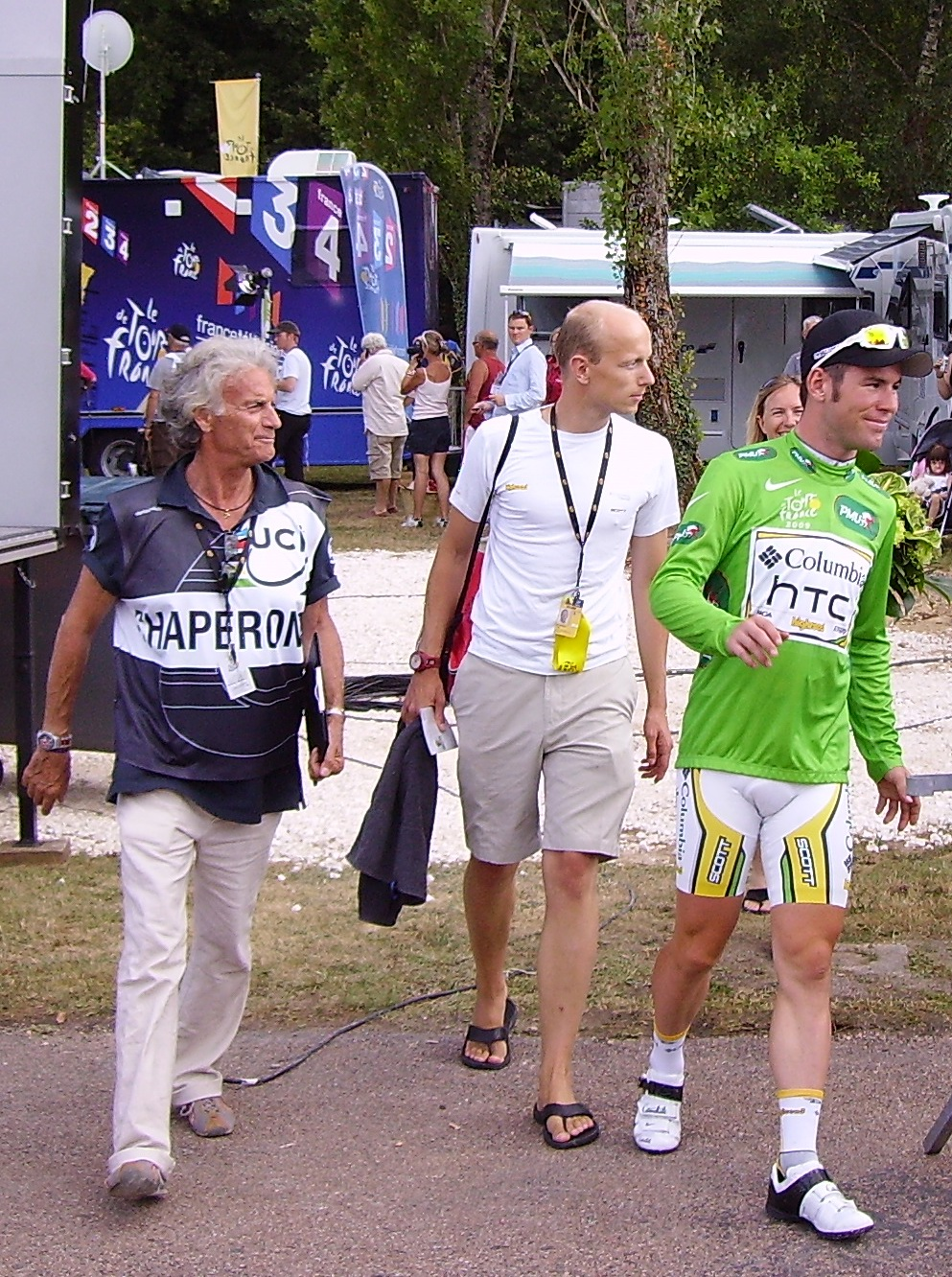
Après les interviews du vainqueur d'une étape du Tour de France 2009, un chaperon accompagne le coureur cycliste au contrôle.

En compétition ou hors compétition, dans le cadre du processus global de contrôle du dopage, la personne chargée de surveiller un sportif, pour déjouer une éventuelle tentative de triche, est appelée un chaperon.

## Fonction
Ce technicien de contrôle porte un gilet bleu foncé avec le marquage « CHAPERON » sur fond blanc ; en compétition cycliste (par exemple), le logo avec les bandes arc-en-ciel de l'Union cycliste internationale (UCI) est apposé sur le vêtement.
Le chaperon est désigné par le médecin contrôleur et est du même sexe que le sportif à contrôler. Typiquement peu de temps après une compétition sportive, il emmène un sportif au poste de contrôle du dopage.
À chaque étape du Tour de France cycliste, outre le vainqueur et le maillot jaune, des coureurs sélectionnés et désignés sont contrôlés. Le chaperon présente le coureur à l'inspecteur de l'UCI et au médecin de l'Agence française de lutte contre le dopage (AFLD) pour le prélèvement d'urine nécessaire.
La sélection d'un sportif, réalisée à un moment précis, est ciblée (par exemple en fonction de résultats analytiques ou d'informations) ou aléatoire (tirage au sort).
Un chaperon doit être discret (malgré une surveillance visuelle constante), patient, calme, diplomate et disponible.